# 京华客栈
京华客栈，位于北京市西城区大栅栏西街48号。

## 简介
京华客栈始建于清朝末年。旧名“连升店”，意取“官运亨通、连升三级”。这家客栈曾是各地来北京的商人住宿之所。

京华客栈的门脸保存较为完好，拱门上方的石匾内有红底金字“京华客栈”。京华客栈的建筑是二层意大利式小洋楼，中西合璧风格。小洋楼原为木结构，1976年唐山大地震后改用水泥加固。如今梁柱间的图案及文字模糊，但琉璃彩画、雕花屋檐仍很清楚。进入客栈，穿过过道，可到达后院，现在后院不足200平方米，搭满临时建筑。2009年，京华客栈的门脸和部分建筑获得宣武区人民政府修缮。